# Kyle Lowder
Kyle Brandon Lowder (Saint Louis (Missouri), 27 augustus 1980) is een Amerikaanse soapacteur.
Na zijn middelbare school ging hij naar de universiteit maar stopte daarmee om een acteercarrière te ambiëren.
Hij is het meest bekend voor zijn rol van Brady Black in de serie Days of our Lives; hij begon in augustus 2000 en bleef tot september 2005 toen hij met zijn nieuwe vrouw Chloe Lane een nieuw leven wilde beginnen in Indiana. 
In 2003 werd hij genomineerd voor een Emmy Award als beste jonge acteur. In 2007 maakte hij de overstap naar The Bold and the Beautiful, waar hij Rick Forrester, de zoon van Brooke en Eric, ging spelen. Daarmee is Kyle Lowder de opvolger van Justin Torkildsen. Begin 2011 werd zijn contract beëindigd wegens gebrek aan verhaallijn.
In 2002 huwde hij met Arianne Zucker, een collega van Days. Na vijf jaar huwelijk ging het koppel kort uit elkaar in augustus 2007, maar kwam in maart 2008 weer bij elkaar. In december 2009 werd hun dochter Isabella geboren. In maart 2014 kondigde het koppel hun scheiding aan. 